# Kateřina Sforzová
Kateřina Sforzová (italsky Caterina Sforza zvaná První dáma Itálie nebo Tygřice, 1463 – 28. května 1509) byla italská šlechtična, nemanželská dcera milánského vévody Galeazza Marie Sforzy a Lukrécie Landrianiové, manželky jednoho z dvořanů. Vychována byla na milánském dvoře. Od dětství se projevovala jako statečná a nepoddajná osobnost. Po sňatku s Girolamem Riariem se Kateřina stala hraběnkou z Forlì a paní Imoly, po jeho smrti byla regentkou v zastoupení svého syna Ottaviana. Jejími dalšími manželi byli Giacomo Feo a Giovanni de' Medici il Popolano. Jako dospělá se Kateřina věnovala řadě činností včetně alchymie, milovala lov a tanec. Protože se odvážila vzdorovat Cesarovi Borgiovi, přivolala na sebe jeho hněv a byla na nějakou dobu uvězněna v Římě. Po propuštění klidně dožila ve Florencii. Měla mnoho dětí, z nichž jen nejmladší, kondotiér Giovanni dalle Bande Nere, zdědil její silnou a bojechtivou povahu.